# Vanessa daemona
Vanessa daemona är en fjärilsart som beskrevs av Friedrich Wilhelm Niepelt 1926. Vanessa daemona ingår i släktet Vanessa och familjen praktfjärilar. Inga underarter finns listade i Catalogue of Life.